# صموئيل كياري
صموئيل كياري (بالإنجليزية: Samuel Kyere)‏ هو لاعب كرة قدم غاني في مركز الهجوم، ولد في 6 يونيو 1983 في بيريكوم ‏ في غانا. شارك مع منتخب غانا لكرة القدم. أما مع النوادي، فقد لعب مع الاتحاد السكندري وبيريكوم تشيلسي ونادي اتحاد الشرطة ونادي المقاولون العرب ونادي حرس الحدود.

## وصلات خارجية
- صموئيل كياري على موقع قاعدة بيانات كرة القدم.إي يو (الإنجليزية)
- صموئيل كياري على موقع ناشيونال فوتبول تيمز (الإنجليزية)